# Chiesa Madre (Santo Stefano Quisquina)
La chiesa madre - Santuario di San Giacinto Giordano Ansalone è la chiesa principale di Santo Stefano Quisquina.

## Descrizione
La settecentesca Chiesa Madre riassume la storia di tutta la comunità stefanese poiché conserva le maggiori opere artistiche e soprattutto custodisce il gran patrimonio spirituale legato alle tradizioni e alla devozione verso i suoi Santi; ma la chiesa rappresenta per gli stefanesi qualcosa di più di un semplice edificio, poiché come dice Calogero Messina "...dentro ed intorno vi si svolge da secoli la vita degli stefanesi."
L'impianto è basilicale a 3 navate divise da due file di 4 colonne di ordine dorico, la navata centrale ha copertura a botte ed è più alta e più lunga delle laterali; 
il presbiterio è rialzato termina con un'abside semicupolato mentre le navate laterali terminano con una volta absidale. 
Il prospetto, molto semplice quasi da voler nascondere la ricchezza dell'interno, è a salienti, corrisponde anche in altezza delle tre navate interne, ed è impreziosito da un portale in pietra scolpito ed arricchita da teste d'angelo ed al centro da rami di palma e ulivo. 
Il campanile posto nella parte nord, realizzato negli anni 50 in seguito al crollo del vecchio campanile posto dietro la chiesa, in cima sono poste 6 campane, 3 di esse, tra cui il "Campanone" risalgono al '700 le altre campane provengono da altre chiese ormai non più esistenti.

## Storia
Da antichi documenti risulta che la chiesa di S.Nicola (il cui culto era molto diffuso all'inizio del millennio) fosse già esistente nel XII secolo ma la tradizione vuole che la chiesa madre sarebbe stata fondata nel XIV secolo per volere di Federico Chiaramonte. Costruita in un'area franosa e ricca di sorgenti, la chiesa è stata più volte sottoposta ad restauri e rifacimenti: nel Cinquecento dalla famiglia Ruiz mentre nel Settecento fu ricostruita così come ci appare oggi sotto la direzione di Padre Ignazio Traina e per volontà del principe di Belmonte G.E.Ventimiglia.
A memoria della riedificazione e dell'abbellimento è stata posta una lapide commemorativa accanto all'ingresso principale della chiesa, essa recita:
"IN ONORE AI SANTI GIUSEPPE, NICOLA E ROSALIA. 
QUESTO TEMPIO RESTAURATO E ORNATO 
CONSACRATO DAL VESCOVO DI AGRIGENTO
ANTONINO LANZA CON SOLENNE RITO IL 
4 SETTEMBRE 1774"

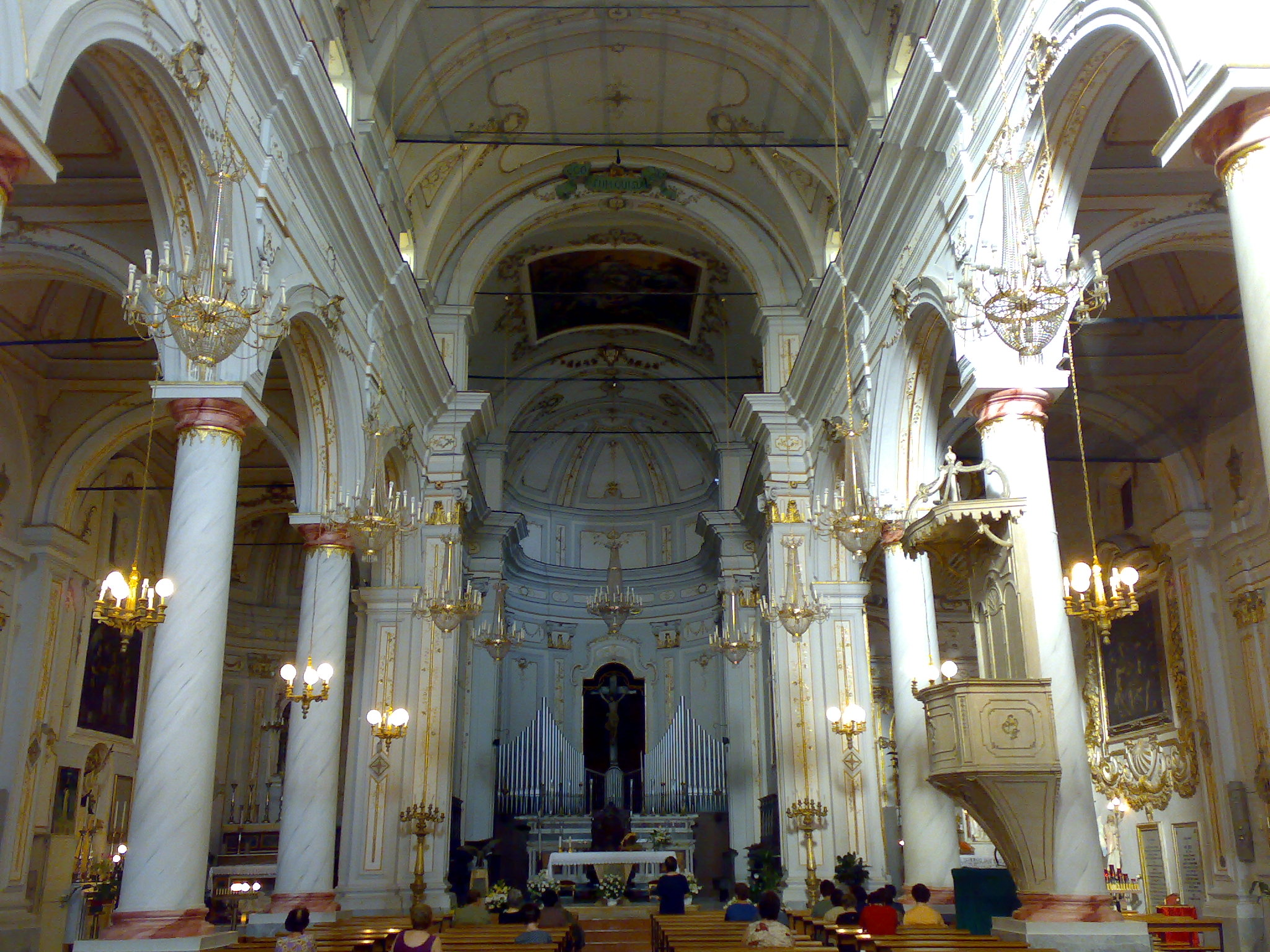
Interno Chiesa Madre

Dall'ottobre del 1987 con la canonizzazione del domenicano stefanese Giacinto Giordano la chiesa è stata elevata a Santuario.

## Opere d'arte
Ad abbellire la chiesa furono i fratelli Manno pittori di notevole fama, realizzando il trittico di affreschi presenti nel presbiterio: Gesù sulla via del calvario incontra la Veronica, Gesù deposto dalla croce e sulla volta la Gloria dei Cristo trionfante con la consegna delle chiavi al papa.
Commissionate preziose statue lignee dorate: San Giuseppe, S. Stefano Protomartire e L'Immacolata. Presente anche un crocifisso ligneo intagliato commissionato da Giovanni Ventimiglia signore di S. Stefano e Belmonte, non a caso un crocifisso simile è presente anche nella chiesa madre di Belmonte Mezzagno.
Nella cappella della navata Nord viene custodito il prezioso busto argenteo reliquiario di Santa Rosalia, patrona del paese. Preziosa manifattura, interamente in argento, venne realizzata da argentieri palermitani per volere e interesse di Giovanni Ventimiglia nel 1625 per dare degno decoro alle reliquie di Santa Rosalia donate al popolo di S. Stefano il 20 settembre 1625.
Altre sculture più recenti sono presenti San Calogero in cartapesta leccese, Sant’ Antonio da Padova in gesso e la statua lignea del santo concittadino del paese, Giacinto Giordano Ansalone.
Opere pittoriche presenti all’interno della Chiesa, troviamo, nella navata nord, un quadro, di notevole interesse storico, raffiguranti gli antichi protettori del paese: S. Stefano Protomartire, Maria SS. Della Catena e S. Rosalia, datato 1464 è la più antica testimonianza del culto verso santa Rosalia in paese, prima ancora che venissero trovate le reliquie della santa sul monte Pellegrino, avvenuto il 15 luglio 1624. 
Sempre nella navata Nord troviamo un quadro dei fratelli Manno raffigurante San Nicola di Bari titolare della parrocchia. La Madonna del Lume di autore ignoto. 
Nella navata sud un quadro raffigurante la Resurrezione di Lazzaro, copia della tela del Guercino conservata al Louvre di Parigi.
Sant’ Ignazio di Loyola dei Manno e l’ultima cena di autore ignoto. 
Nella navata centrale, sopra la porta, accanto allo stemma della famiglia Ventimiglia, due tele di Federico Panepinto, Il martirio di San Lorenzo e la strage degli Innocenti, queste opere un tempo erano conservate nella chiesa di Santa Maria Maddalena andata distrutta a causa di una frana avvenuta nel 1901. 

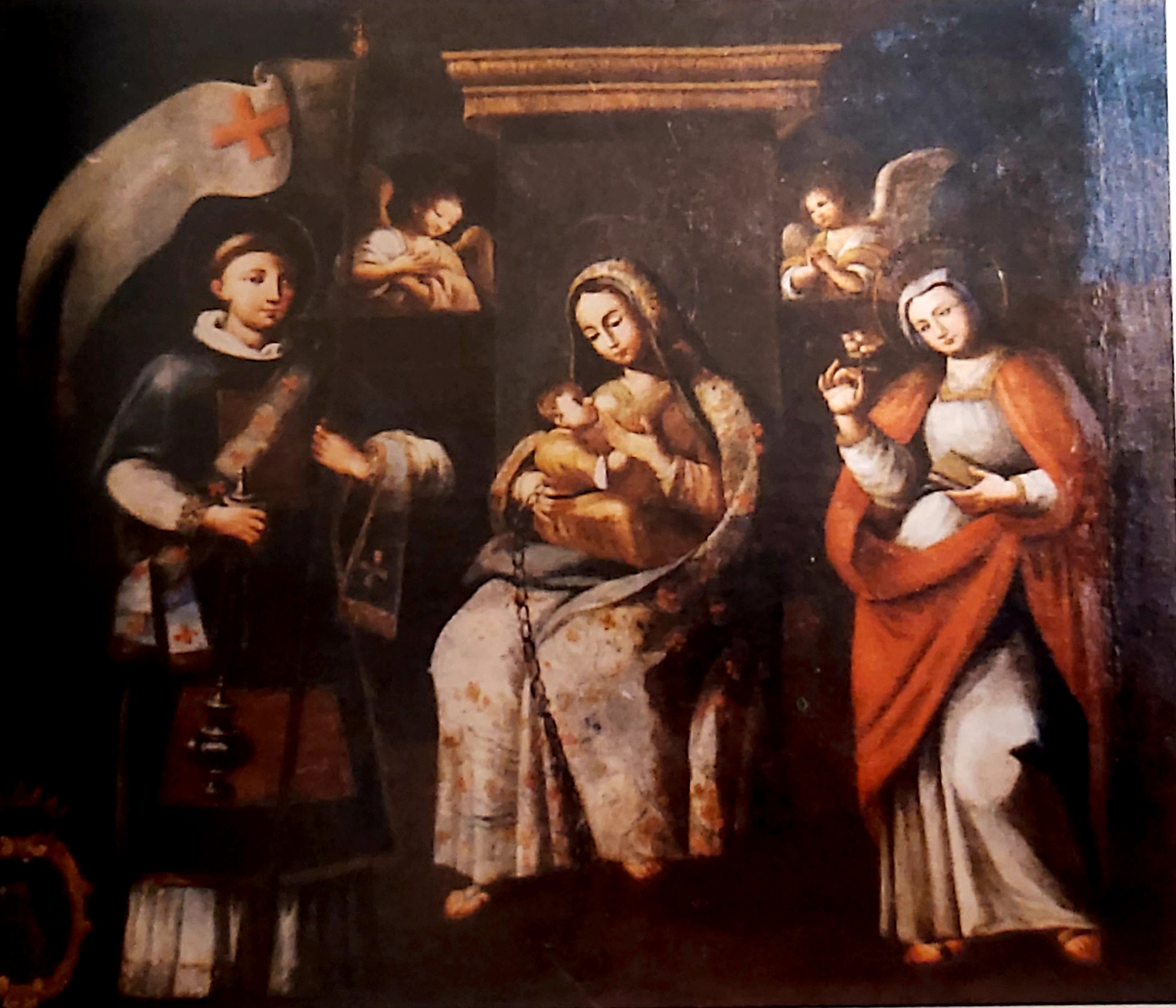
Tela "Gli antichi santi protettori di S. Stefano". Autore ignoto -1464-

All'interno è custodito l'antico fonte battesimale, dove nel 1598 ricevette il battesimo il piccolo Giacinto Ansalone, per gli stefanesi è considerato, assieme al registro di battesimo con l'atto, l'unica testimonianza del santo concittadino martirizzato a Nagasaki
In occasione dell'elevazione a Santuario la chiesa ha visto l'ultimo restauro che ha aggiunto alla numerose opere d'arte già presenti alcune più recenti di fattura stefanese.